# یوهانا لوکریشیا
یوهانا لوکریشیا (به انگلیسی: Johanna Lucretia) یک کشتی است که طول آن 28.65 metres می‌باشد.